# Diekirch
Diekirch (luxemburgiul Dikrech - amely a Diet-Kirch, népek temploma kifejezésből származik) egy kisváros Luxemburg középső részén; az azonos nevű körzet és kanton székhelye is.
A település arról nevezetes, hogy itt található a Luxemburgi Hadsereg központja és egyetlen laktanyája, valamint a Hadtörténelem Nemzeti Múzeuma.

## Testvértelepülései
- Bitburg (Németország)
- Arlon (Belgium)
- Hayange (Franciaország)
- Liberty (USA, Missouri)
- Monthey (Svájc)

## Fordítás
- Ez a szócikk részben vagy egészben  a   Diekirch című angol Wikipédia-szócikk fordításán alapul.  Az eredeti cikk szerkesztőit annak laptörténete sorolja fel. Ez a jelzés csupán a megfogalmazás eredetét és a szerzői jogokat jelzi, nem szolgál a cikkben szereplő információk forrásmegjelöléseként.